# Ivan Vagner
Pour les articles homonymes, voir Vagner.
Ivan Viktorovitch Vagner (en russe : Иван Викторович Вагнер), né le 10 juillet 1985 à Severonejsk dans l'oblast d'Arkhangelsk, est un cosmonaute russe.

## Biographie

### Études et sélection
Ivan Vagner reçoit une formation supérieure à l'université technique d'État de la Baltique (en) de Saint-Pétersbourg dont il sort diplômé en 2008. Il entre en 2009 comme ingénieur chez RKK Energia, l'un des principaux constructeurs de l'industrie spatiale russe. Il est sélectionné pour être cosmonaute en 2010 dans le cadre de la promotion RKKE-18. Son entraînement de base s'achève en 2012. 

### Mission
Il est choisi comme ingénieur de vol de l'équipage de réserve de Soyouz MS-16. En février 2020, l'équipage titulaire se retrouvant indisponible en raison de la blessure d'un de ses membres, Vagner est affecté à cette mission avec le commandant Anatoli Ivanichine et l'ingénieur Christopher Cassidy. Les trois hommes s'envolent le 9 avril 2020 pour participer aux expéditions 62 et 63 de la Station spatiale internationale.
En 2023, Vagner est nommé commandant de l'équipage de réserve du Soyouz MS-25, et ingénieur de vol du Soyouz MS-26, en compagnie d'Alexeï Ovtchinine,.
Le 11 septembre 2024, il s'envole à bord du Soyouz MS-26, avec le commandant Ovtchinine et Donald Pettit, pour participer à la fin de l'expédition 71 et à l'expédition 72, qui commence le 23 septembre sur l'ISS. Il participe à sa première sortie extravéhiculaire le 19 décembre 2024 en compagnie d'Ovtchinine. Les cosmonautes ont installé le spectromètre à rayons X SPIN-X1-MVN à l'extérieur du module Zvezda.